# Certeze
Certeze è un comune della Romania di 5 519 abitanti, ubicato nel distretto di Satu Mare, nella regione storica della Transilvania. 
Il comune è formato dall'unione di 3 villaggi: Certeze, Huta-Certeze, Moișeni.